# Daniel Smith (giocatore di football americano 1998)
Daniel Smith (Leesburg, 27 aprile 1998) è un giocatore di football americano statunitense che gioca come quarterback per i Cologne Centurions.